# Microdon apis
Microdon apis är en tvåvingeart som beskrevs av Speiser 1913. Microdon apis ingår i släktet myrblomflugor, och familjen blomflugor. Inga underarter finns listade i Catalogue of Life.